# Västergötlands runinskrifter 38
Västergötlands runinskrifter 38, med signum Vg 38, är ett försvunnet vikingatida runstensfragment som funnits i Rackeby kyrka, Rackeby socken och Lidköpings kommun. Fragmentet ska 1913 ha legat som tröskelsten i kyrkans södra dörr. Då stenen eftersöktes 1935 var dörren emellertid igenmurad och stenen borta. Vg 38 ska ha tagits om hand av en privatperson, som inte uppfattat några runor på den, bosatt i närheten. Trots denna ledtråd har stenen inte stått att återfinna vid eftersökningar. Stenens höjd är 1,78 meter och dess bredd 1,02 meter. Ristningen var väldigt sliten.

## Inskriften
Translitterering av runraden:
[...sna]
Normalisering till runsvenska:
...
Översättning till nusvenska:
...